# Ma Chengyuan
Ma Chengyuan ( em chinês tradicional 马承源; 3 de novembro de 1927 - 25 de setembro de 2004) foi um arqueólogo chinês, epigrafista e presidente do Museu de Xangai. Ele foi creditado por salvar artefatos inestimáveis da destruição durante a Revolução Cultural e foi fundamental na arrecadação de fundos e apoio para a reconstrução do Museu de Xangai. Recebeu o Prêmio John D. Rockefeller III e a Legião de Honra do presidente francês Jacques Chirac.
Ma era uma autoridade em bronzes chineses antigos e publicou mais de 80 livros e trabalhos acadêmicos, incluindo uma enciclopédia de 16 volumes sobre os bronzes. Ele foi responsável por recuperar relíquias antigas, incluindo o Bianzhong de Jin Hou Su e as lâminas de bambu do período dos Reinos Combatentes, que agora são consideradas tesouros nacionais da China.
Ma sofreu de depressão em seus últimos anos e cometeu suicídio em setembro de 2004.

## Início da vida e carreira
Ma Chengyuan nasceu em 1927 em Xangai. Em 1946, juntou-se a uma célula clandestina do Partido Comunista da China, e formou-se no departamento de história da Daxia University em Xangai, um antecessor da Universidade Normal do Leste da China, em 1951. Ele trabalhou para o departamento de educação do Governo Municipal de Xangai antes de ingressar no Museu de Xangai em 1954. Ma foi originalmente designado para ser gerente e secretário do Partido Comunista do museu, mas renunciou a seus cargos políticos em 1956 para se concentrar no trabalho acadêmico, e mais tarde tornou-se diretor do departamento de pesquisa de bronze.

## Revolução Cultural
Quando a Revolução Cultural estourou em 1966, o presidente Mao Zedong pediu a destruição dos Quatro Velhos, e os Guardas Vermelhos adolescentes invadiram as casas das pessoas para destruir relíquias da China pré-comunista. Colecionadores desesperados de Xangai buscavam proteção para suas antiguidades no Museu de Xangai, e Ma dormia em seu escritório para receber ligações e despachar funcionários do museu 24 horas por dia.
Ma inicialmente manteve os Guardas Vermelhos fora do museu, coordenando seus funcionários como falsos Guardas Vermelhos e protegendo as relíquias pintando slogans maoístas sobre as vitrines. No entanto, alguns de seus próprios funcionários logo foram arrebatados pelo fervor revolucionário. Uma facção extremista de trabalhadores do museu apreendeu Ma junto com outros altos funcionários e o prendeu em um depósito por nove meses. Tentando coagir os funcionários a confessar que eram "traidores", os extremistas repetidamente os levantaram e os jogaram no chão de mármore. Vários colegas de Ma morreram. Ma sobreviveu à tortura e foi enviado para um campo de trabalhos forçados na província de Hubei por cinco anos.
Em 1972, após a histórica visita do presidente americano Richard Nixon à China, Ma foi trazido de volta a Xangai para organizar uma exposição de tesouros arqueológicos para percorrer os Estados Unidos. A Revolução Cultural terminou após a morte de Mao em 1976.

## Reconstruindo o Museu de Xangai

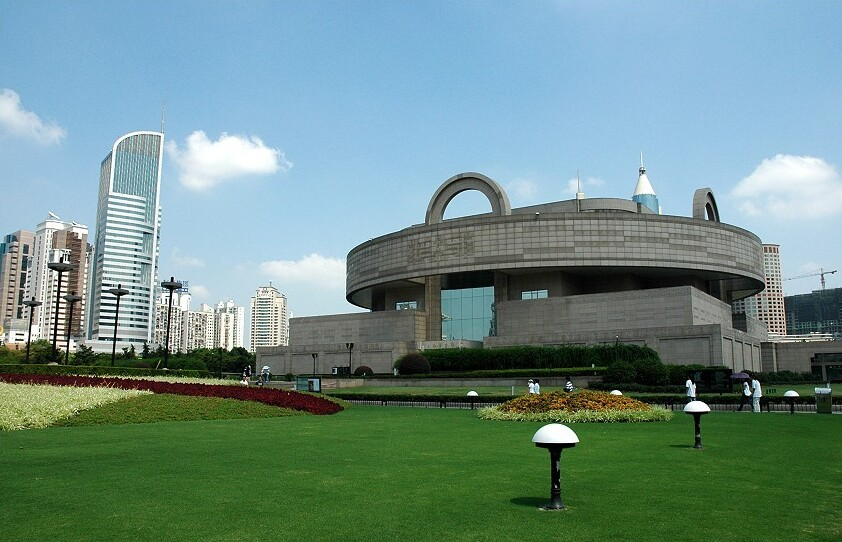
Museu de Xangai

Em 1985, Ma foi nomeado Diretor do Museu de Xangai. Quando o museu foi omitido do plano de reconstrução de cinco anos de Xangai em 1992, Ma pressionou o prefeito Huang Ju para sua reconstrução. Depois de ver as salas dilapidadas do Edifício Zhonghui, onde o museu estava instalado, Huang concordou em alocar um local privilegiado na Praça do Povo, mas o museu teve que levantar seus próprios fundos de construção. Ma levantou US$ 25 milhões alugando o antigo prédio para um incorporador de Hong Kong. Ele também fez muitas viagens ao exterior para solicitar doações, principalmente da diáspora de Xangai que fugiu para Hong Kong após a revolução comunista, levantando outros US $ 10 milhões. O dinheiro ainda era curto, mas ele acabou persuadindo o governo da cidade a alocar outros ¥140 milhões de RMB para concluir o edifício.
O museu reabriu no dia 12 de outubro de 1996 sob grande aclamação, e Ma ganhou fama internacional. Ele ganhou o Prêmio John D. Rockefeller III do Conselho Cultural Asiático naquele ano. O presidente francês Jacques Chirac concedeu a Ma a Legião de Honra em 1998, e convidou Ma para acompanhar o presidente chinês Jiang Zemin a um jantar privado com ele na França. O South China Morning Post de Hong Kong comentou que Ma parecia ter "focado no sonho de que [o Museu de Xangai] existisse".

## Recuperando relíquias culturais

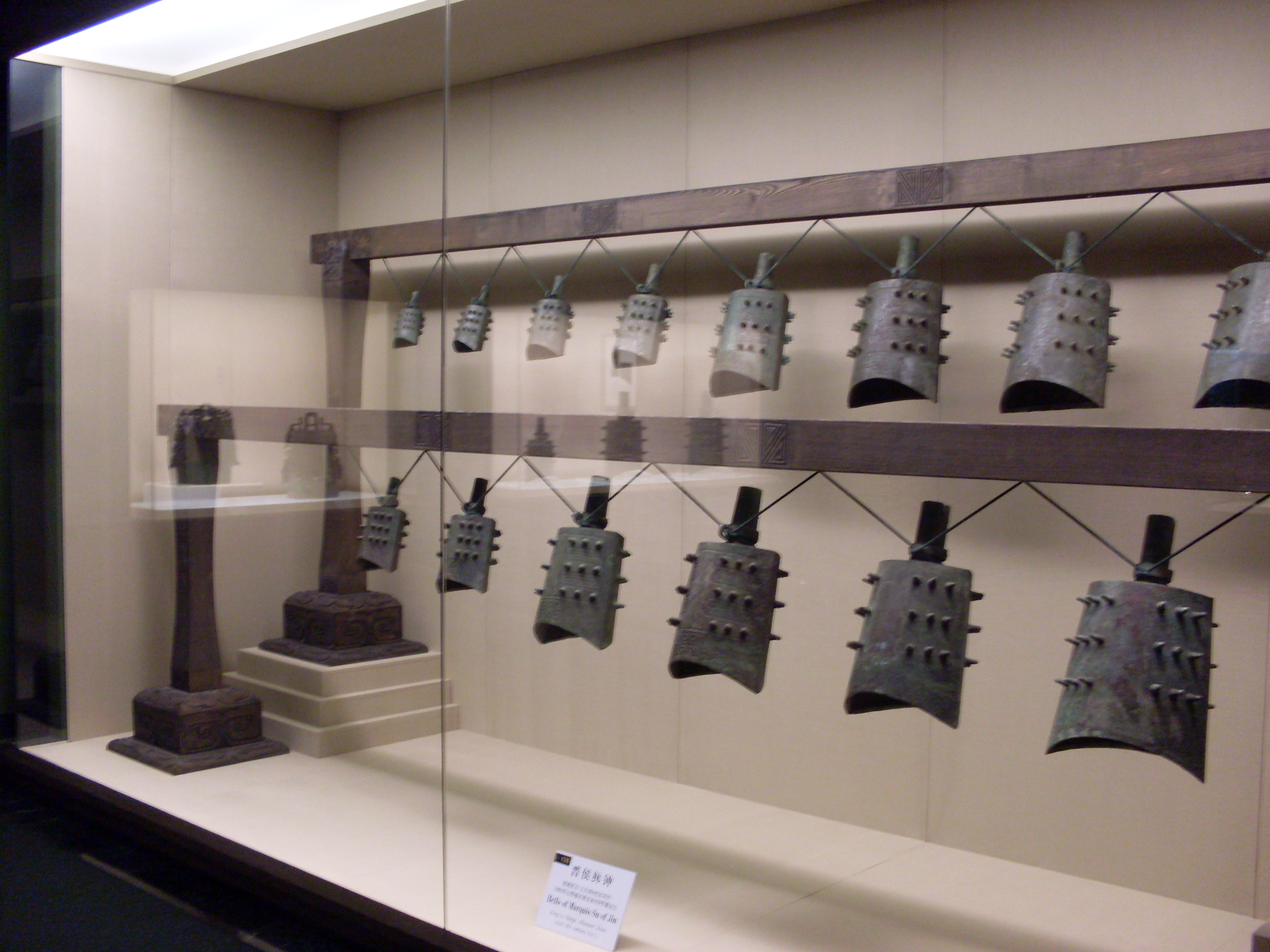
O Jin Hou Su bianzhong, que havia sido saqueado e contrabandeado para fora da China, foi encontrado e comprado de volta por Ma Chengyuan

Após a abertura da China na década de 1980, o roubo de túmulos foi desenfreado e muitos artefatos foram saqueados e contrabandeados através da fronteira para Hong Kong. Ma Chengyuan estava ativo na recuperação de muitos dos itens do mercado de antiguidades de Hong Kong. Em 1992, ele comprou o bianzhong Jin Hou Su de 3.000 anos (晉侯穌鐘), que foram listados pelo governo chinês como um dos primeiros 64 tesouros nacionais proibidos de serem exibidos no exterior em 2002.
Em 1994, Ma recuperou mais de 1.200 lâminas de bambu do período dos Reinos Combatentes do Reino de Chu, agora conhecidas como Tiras de bambu do Museu de Xangai. Vários textos antigos foram escritos nas tiras, incluindo o Kongzi Shi Lun, um comentário até então desconhecido sobre o Clássico Confuciano da Poesia atribuído ao próprio Confúcio. A descoberta causou sensação na academia, e os textos foram objeto de intensos estudos de vários estudiosos, incluindo o próprio Ma.

## Estudos acadêmicos
Ma era uma autoridade em bronzes chineses antigos e publicou mais de 80 livros e trabalhos acadêmicos. Seu livro Ancient Chinese Bronzes, traduzido para o inglês e publicado pela Oxford University Press (ISBN 9780195837957), é altamente influente e amplamente utilizado como livro didático universitário. Sua enciclopédia de 16 volumes, Zhongguo Qingtongqi Quanji (中国青铜器全集, "Completa Compilação de Bronzes Chineses"), é o livro mais abrangente sobre bronzes chineses já publicado. Ele também foi o editor-chefe de Shanghai Bowuguan cang Zhanguo Chu zhushu (上海博物馆藏战国楚竹书, "Warring States Chu Bamboo Books of the Shanghai Museum"), uma pesquisa inovadora sobre as tiras de bambu dos Reinos Combatentes recuperadas pelo próprio Ma. Outros livros que ele publicou incluem Zhongguo Qingtongqi Yanjiu (中国青铜器研究, "Pesquisa sobre bronzes chineses"), uma coleção de 40 de seus trabalhos acadêmicos, Yangshao Wenhua de Caitao (仰韶文化的彩陶, "Cerâmica pintada da cultura Yangshao"), e Shang Zhou Qingtongqi Mingwen Xuan (商周青铜器铭文选, "Inscrições de bronze selecionadas das dinastias Shang e Zhou").
Além de sua posição principal como Diretor do Museu de Xangai, Ma também lecionou como professor em tempo parcial na Universidade Normal da China Oriental de Xangai e na Universidade Fudan. Ele também foi membro do conselho da Sociedade Arqueológica da China e vice-presidente da Sociedade de Museus da China.

## Aposentadoria e suicídio
Ma se aposentou em 1999, mas ainda atuou como consultor do Museu de Xangai. No entanto, teve conflitos com a nova gestão que se tornaram cada vez mais amargos. Ele foi acusado de usar indevidamente US $ 250.000 doados por um colecionador sino-americano, mas uma investigação o inocentou de qualquer irregularidade. Também houve rumores de que algumas das antigas lâminas de bambu que ele comprou por uma alta quantia com fundos públicos eram falsas.
Em seus últimos anos, Ma supostamente sofria de pressão alta e problemas renais, mas seguia meticulosamente os conselhos de seu médico. Também é dito que ele sofria de depressão, tendo cometido suicídio em 25 de setembro de 2004. Jornais oficiais na China relataram sua morte, mas inicialmente não divulgaram a causa. Quando o presidente Chirac organizou sua visita a Xangai em outubro, ele insistiu em se encontrar com Ma, sem perceber que ele havia morrido.

## Vida pessoal
Ma Chengyuan era casado com Chen Zhiwu. Eles tiveram uma filha, que morava na Austrália. Antes da morte de Ma, ele convidou a filha para passar duas semanas com ele em Xangai. Ele cometeu suicídio três dias depois que sua filha voltou para a Austrália.